# Bảo tàng Chưng cất rượu ở Turew
Bảo tàng Chưng cất rượu ở Turew (tiếng Ba Lan: Muzeum Gorzelnictwa w Turwi) là một bảo tàng tư nhân tọa lạc ở làng Turew, xã Kościan, huyện Kościański, tỉnh Wielkopolskie, Ba Lan.
Bảo tàng nằm bên cạnh một nhà máy chưng cất rượu vẫn đang hoạt động thuộc sở hữu của Top Farms, một công ty có trụ sở chính tại Poznań. Trước năm 2011, nhà máy chưng cất rượu này đã sản xuất rượu tinh cất cho công ty Pernod Ricard của Pháp, công ty này là chủ sở hữu của thương hiệu Wyborowa.

## Lịch sử
Bảo tàng Chưng cất rượu ở Turew hoạt động từ năm 2004. Bảo tàng bố trí triển lãm bên trong tòa nhà của nhà máy chưng cất rượu được xây dựng vào năm 1918. Bảo tàng được thành lập theo khởi xướng của Grzegorz Konieczny. Các hiện vật trong bộ sưu tập của bảo tàng có nguồn gốc từ các nhà máy chưng cất đã giải thể ở tỉnh Wielkopolskie, tiêu biểu trong số đó là phù kế được sản xuất tại Rotterdam vào năm 1863, và chiếc nồi hơi nặng 10 tấn có nguồn gốc từ một nhà máy chưng cất rượu ở làng Stary Gołębin. Ngoài ra, cuộc triển lãm của bảo tàng còn bao gồm máy bơm nước, thiết bị chưng cất, cân tinh bột, tài liệu, và một số thứ khác.